# Paul Shan Kuo-hsi
Paul kardinál Shan Kuo-hsi SJ (3. prosince 1923, Pchu-jang – 22. srpna 2012) byl tchajwanský římskokatolický kněz, emeritní biskup tchajwanské diecéze Kao-siung a kardinál.
Ve 23 letech vstoupil v Pekingu do Tovaryšstva Ježíšova. Filosofii a teologii studoval na Filipínách, kde byl také 18. března 1955 vysvěcen na kněze. Doktorát z teologie získal na římské univerzitě Gregoriana v letech 1959–1961. Poté působil jako jezuitský novicmistr ve Vietnamu a na Tchaj-wanu. Dne 14. února 1980 přijal biskupské svěcení a stanul v čele tchajwanské diecéze Hwalien. O tři roky později byl pověřen organizací oslav čtyřstého výročí příchodu jezuitského misionáře Mattea Ricciho do Číny. Roku 1987 byl zvolen předsedou regionální Čínské biskupské konference na Tchaj-wanu, která dlouhodobě zprostředkovává kontakt Svatého stolce s čínskou církví. Právě díky jemu byli pozváni dva čínští biskupové na zvláštní biskupskou synodu o Asii v roce 1989. Ačkoliv čínská vláda jim nepovolila výjezd, po dobu zasedání synody tyto představitele čínské církve připomínala dvě prázdná místa. 
Kladl zvláštní důraz na mezináboženský dialog s buddhismem, kněžskou i laickou formaci (založil nový seminář) a na charitativní díla.  V roce 1991 byl jmenován biskupem diecéze Kao-siung. Tento úřad zastával plných 15 let. Kardinálem byl jmenován na počátku roku 1998, při konzistoři 21. února 1998 přijal z rukou papeže Jana Pavla II. znaky kardinálské hodnosti.